# Estlands damlandslag i innebandy
Estlands damlandslag i innebandy representerar Estland i innebandy på damsidan.

## Historik
Laget spelade sin första landskamp den 10 februari 2007, då man vid en landskamp i Wolsztyn förlorade mot Slovakien med 4-8.

### Fotnoter
1. ↑  ”International Floorball Federation”. http://windows3.salibandy.net/default.asp?kieli=826&sivu=214&alasivu=214. Läst 22 augusti 2011.[död länk]